# Coloconger
Coloconger is een geslacht van straalvinnige vissen uit de familie van colocongers (Colocongridae). Het geslacht is voor het eerst wetenschappelijk beschreven in 1889 door Alcock.

## Soorten
- Coloconger cadenati Kanazawa, 1961
- Coloconger canina (Castle & Raju, 1975)
- Coloconger eximia (Castle, 1967)
- Coloconger japonicus Machida, 1984
- Coloconger maculatus Ho, Tang & Chu, 2021
- Coloconger meadi Kanazawa, 1957
- Coloconger raniceps Alcock, 1889
- Coloconger saldanhai Quéro, 2001
- Coloconger scholesi Chan, 1967